# Harry Rosenbusch
Karl Harry Ferdinand Rosenbusch (Einbeck, 24 giugno 1836 – Heidelberg, 20 gennaio 1914) è stato un geologo e mineralogista tedesco, uno dei fondatori della petrografia microscopica.

## Biografia

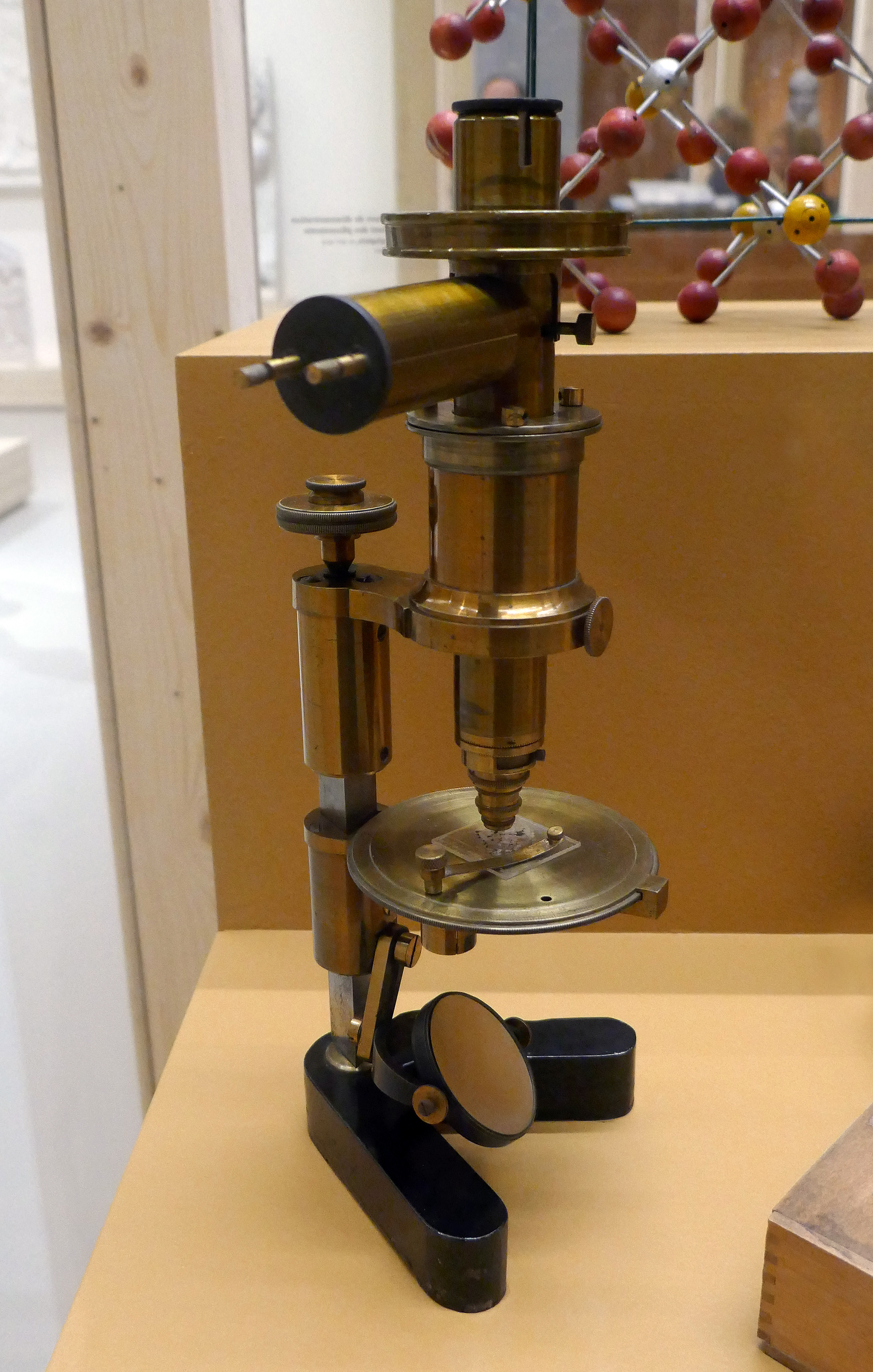
Microscopio petrografico (Fuess)

Rosenbusch, dopo aver conseguito nel 1869 il dottorato all'Università di Friburgo in Brisgovia, è stato professore associato di Petrografia all'Università di Strasburgo dal 1873 al 1877 (nel 1871 la città alsaziana era entrata a far parte dell'Impero tedesco), dopo di che passò all'Università Ruprecht Karl di Heidelberg dove fu professore ordinario di Mineralogia. Durante la sua permanenza a Strasburgo, Rosenbusch, assieme a Rudolf Fuess, costruì il primo microscopio petrografico iniziando l'analisi ottica in Sezione sottile delle rocce. Rimase ad Heidelberg fino al 1888, anno in cui fu nominato primo direttore dell'Istituto geologico di stato del Baden.
Nel XIX secolo lo studio delle proprietà ottiche dei minerali era ai primordi, e pertanto la ricerca di Rosenbusch è stata fondamentale per il progresso della Petrografia. Nella monumentale Mikroskopische Physiographie der petrographisch wichtigen Mineralien  del 1873 espone le basi dell'identificazione delle rocce secondo le proprietà morfologiche, fisiche e chimiche dei minerali che le compongono. Nel 1877 scrisse un manuale, Die mikroskopische Physiographie der Mineralien und Gesteine, in cui venivano descritte le tecniche e i metodi di studio della petrografia e veniva presentata una classificazione delle rocce magmatiche. Entrambe le opere divennero dei classici della petrografia e della mineralogia, come peraltro il trattato Elemente der Gesteinslehre del 1888.
Nel 1903 gli è stata attribuita la Medaglia Wollaston, il premio della Geological Society of London assegnato annualmente per ricerche nel campo della Geologia.

## Principali scritti
- H. Rosenbusch, Mikroskopische Physiographie der petrographisch wichtigen Mineralien: ein Hulfsbuch bei mikroskopischen Gesteinsstudien, 2 voll., Stuttgart:E. Schweizerbart'sche, 1873
- H. Rosenbusch,  Mikroskopische Physiographie der Mineralien und Gesteine: ein Hulfsbuch bei mikroskopischen Gesteinsstudien, 4 voll, Stuttgart: E. Schweizerbart'sche, 1877
- H. Rosenbusch, Elemente der Gesteinslehre, Stuttgart: Schweizerbart'sche, 1898
- H. Rosenbusch, Petrographisches Praktikum, Bonn: Krantz F. Rheinisches Mineralien Control, 1902
- H. Rosenbusch, Physiographie, Stuttgart: Nagele, 1907